# Brian Cage
Brian Christopher Joseph Button (Chico, 2 de fevereiro de 1984), mais conhecido pelo nome de ringue Brian Cage, é um lutador de wrestling profissional e fisiculturista americano atualmente contratado pela All Elite Wrestling (AEW). Cage também atua na promoção irmã da AEW, Ring of Honor (ROH), onde faz parte da facção The Embassy e atualmente é um dos Campeões Mundiais de Trios da ROH. Na AEW, ele é ex-Campeão da FTW. Ele também compete no circuito independente.
Button foi contratado pela World Wrestling Entertainment (WWE) em 2008 e foi designado para seu território de desenvolvimento Florida Championship Wrestling (FCW), onde trabalhou como Kris Logan. Ele deixou a promoção no ano seguinte e começou a trabalhar no circuito independente americano, mais notavelmente na Pro Wrestling Guerrilla (PWG) como Brian Cage-Taylor. Em 2014, Button foi contratado para aparecer na série de televisão Lucha Underground da El Rey Network, onde atuou como Cage. Como a Lucha Underground foi criada pela promoção mexicana Lucha Libre AAA Worldwide, ele apareceu em vários programas da AAA. Além disso, Cage apareceu na parceira americana da AAA, Impact Wrestling onde ele é um ex-Campeão Mundial da Impact e ex-Campeão da X Division.

## Início da vida
Brian Christopher Button nasceu em 2 de fevereiro de 1984, em Chico, Califórnia. Ele se formou em 2002 na Pleasant Valley High School, no mesmo ano que Aaron Rodgers.

## Carreira no wrestling profissional

### All Elite Wrestling

#### Campeão da FTW (2020–2021)
Foi relatado em 12 de janeiro de 2020 que Cage havia assinado com a All Elite Wrestling (AEW). Cage fez sua estreia pela empresa no pay-per-view Double or Nothing em 23 de maio, como o participante final na Casino Ladder Match, onde estava acompanhado de seu novo gerente Taz, estabelecendo-se assim como um heel. Ele venceu a luta, tornando-se assim o candidato número um ao AEW World Championship. Posteriormente, Taz presentearia Cage com o FTW World Championship, um título não oficial introduzido por Taz, e Cage teria como alvo Jon Moxley, o Campeão Mundial da AEW. Ele desafiaria Moxley pelo título no Fight for the Fallen em 15 de julho, mas perdeu depois que Taz jogou a toalha. No episódio de 21 de julho do Dark, Cage formou uma aliança com Ricky Starks depois que eles atacaram Robert Anthony e Darby Allin após a luta. A equipe, gerenciada por Taz e agora conhecida como Team Taz, começou uma rivalidade com Darby Allin ao enfrentar Allin e Jon Moxley no episódio de 29 de julho do Dynamite, onde foram derrotados. Em 5 de setembro, Cage competiu na Casino Battle Royale no All Out, mas foi eliminado pelo eventual vencedor Lance Archer. No episódio de 7 de outubro do Dynamite, Cage defendeu com sucesso o FTW Championship contra Will Hobbs. No mês seguinte, Hobbs se alinharia com Cage, Taz e Starks depois de atingir Cody Rhodes com o cinturão da FTW de Cage e depois ajudá-los a atacar Allin e Rhodes. No especial Winter Is Coming de 2 de dezembro de 2020, Starks e Hobbs, agora conhecido como Powerhouse Hobbs, perderia uma luta de duplas para Cody Rhodes e Darby Allin, após o que Cage, Hobbs e Starks atacaram Rhodes e Allin até que Sting fez sua estreia na AEW e expulsou o Team Taz. Na segunda noite do New Year's Smash, Cage foi derrotado por Allin, falhando assim em vencer o AEW TNT Championship. Na edição de 21 de janeiro do Dynamite, foi anunciado que Cage e Ricky Starks enfrentariam Darby Allin e Sting em uma Street Fight no Revolution, onde eles foram derrotados. Na edição de 17 de março do Dynamite, Brian Cage deu sinais de um face turn ao mostrar respeito a Sting, para grande aborrecimento de Taz e do resto do Team Taz. No episódio de 28 de abril do Dynamite, Cage derrotou Adam Page, o que levou a uma rivalidade entre os dois. No Double or Nothing, Cage foi derrotado por Page. Em 14 de julho de 2021, na primeira noite do Fyter Fest, Cage perdeu o FTW World Championship para Ricky Starks após ser atingido na cabeça pelo cinturão por Powerhouse Hobbs, sendo efetivamente expulso do Team Taz e encerrando seu reinado em 377 dias. Cage e Starks tiveram uma revanche pelo título no episódio de 8 de outubro do Rampage em uma Philadelphia street fight, que Cage perdeu. Em 30 de março de 2023, foi confirmado por Dave Meltzer do Wrestling Observer Newsletter que seu contrato havia expirado. Em 11 de abril, foi relatado que Cage assinou um novo contrato de 5 anos.

#### Mudança para Ring of Honor (2022–presente)
Em 1º de abril de 2022, Cage apareceu no Supercard of Honor XV, evento promovido pela promoção irmã da AEW, Ring of Honor (ROH). No evento, Cage foi revelado como o novo cliente de Tully Blanchard e derrotou Ninja Mack. Cage posteriormente se aliou aos Gates of Agony (Toa Liona e Kaun) com o grupo sendo referido coletivamente como "Tully Blanchard Enterprises". Em 23 de julho de 2022, no Death Before Dishonor, Prince Nana anunciou que havia comprado a Tully Blanchard Enterprises e renomeado como The Embassy, com Cage, Kaun e Liona. Eles iriam derrotar o time de Alex Zayne, Blake Christian e Tony Deppen durante o pré-show. Na edição de 2 de novembro do Rampage, Cage enfrentou Samoa Joe pelo ROH World Television Championship mas foi derrotado. No Final Battle, Cage, Liona e Kaun, derrotaram Dalton Castle e The Boys , para vencerem o ROH World Six-Man Tag Team Championship.

## Títulos e prêmios
- All Elite Wrestling
  - FTW Championship (1 vez)[a][31]
  - Casino Ladder Match (2020)[32]
- All Pro Wrestling
  - APW Worldwide Internet Championship (1 vez)[33]
- Championship Wrestling from Hollywood
  - NWA Heritage Tag Team Championship (2 vezes) – com Shaun Ricker
- DDT Pro-Wrestling
  - Ironman Heavymetalweight Championship (1 vez)[34]
- Dungeon Championship Wrestling
  - DCW Heavyweight Championship (1 vez)[35]
- FEST Wrestling
  - Love Cup (2017) – com Sami Callihan[36]
- Fighting Spirit Pro
  - FSP World Heavyweight Championship (1 vez)
- Florida Championship Wrestling
  - FCW Florida Tag Team Championship (1 vez) – com Justin Gabriel[37]
- Future Stars of Wrestling
  - FSW Heavyweight Championship (1 vez)[38]
- Impact Wrestling
  - Impact World Championship (1 vez)
  - Impact X Division Championship (1 vez)
  - Estrela do ano na X Division (2018)[39]
- International Wrestling Federation
  - IWF World Championship (1 vez)[40]
- Lucha Libre AAA Worldwide
  - Lucha Libre World Cup (2016) – com Chavo Guerrero Jr. e Johnny Mundo[41]
- Lucha Underground
  - Lucha Underground Gift of the Gods Championship (1 vez)
  - Ultimate Opportunity
- Main Event Wrestling
  - California Cup (2011)[42]
- Masters of Ring Entertainment
  - MORE Wrestling Championship (1 vez, atual)
- Mayhem Wrestling Entertainment
  - MWE Heavyweight Championship (1 vez)[43]
- Mach One Wrestling
  - M1W Tag Team Championship (1 vez) – com Shaun Ricker
  - M1W Tag Team Championship Tournament (2010) – com Shaun Ricker
- North America Wrestling
  - NAW Heavyweight Championship (1 vez)
  - NAW North America Championship (1 vez) [44]
- Piledriver Pro Wrestling
  - PPW Heavyweight Championship (1 vez)[45]
- Pro Championship Wrestling
  - PCW Inter-California Championship (1 vez)
- Pro Wrestling Experience
  - PWE Heavyweight Championship (1 vez)
- Pro Wrestling Guerrilla
  - PWG World Tag Team Championship (1 vez) – com Michael Elgin
- Pro Wrestling Illustrated
  - Maior evolução (2019)[46]
  - A PWI colocou Cage na 48ª posição dos 500 melhores lutadores na PWI 500 em 2019[47]
- Pro Wrestling Revolution
  - PWR Junior Heavyweight Championship (1 vez)[48]
  - PWR Tag Team Championship (2 vezes) – com Derek Sanders
- Ring of Honor
  - ROH World Six-Man Tag Team Championship (1 vez, atual) – com Kaun e Toa Liona[49]
- Warrior Wrestling
  - Warrior Wrestling Champion (1 vez)
- WrestleCircus
  - WC Ringmaster Championship (2 vezes)[50]
  - WC Sideshow Championship (1 vez)[51]
- World Series Wrestling
  - WSW Heavyweight Championship (1 vez)[52]
  - WSW Tag Team Championship (1 vez, atual) – com Flip Gordon[53]
- Xtreme Pro Wrestling
  - XPW World Heavyweight Championship (1 vez)[54][55]